# Élections parlementaires haïtiennes de 2000
Les élections législatives et sénatoriales de 2000 à Haïti furent une consultation électorale entachée d'irrégularités et de violences envers l'opposition. Malgré une bonne participation à ces élections, les résultats furent à l'image de la campagne électorale, une omniprésence du parti Fanmi Lavalas et un raz-de-marée dans les urnes en faveur de ce parti gouvernemental.

## Contexte politique
Le 11 janvier 1999, le Président René Préval a annoncé que le mandat de l'Assemblée nationale était arrivé à échéance. Seul un tiers des sénateurs reste en fonction. Les dates des nouvelles élections législatives et sénatoriales furent alors fixées pour le 19 mars et le 30 avril 2000. En raison des violences et assassinats de membres de l'opposition, le CEP décida de reporter les élections à de nouvelles dates. Celles-ci furent fixées aux 21 mai et 9 juillet 2000.
Le scrutin consistait à élire 19 sénateurs, 82 députés, 133 conseils municipaux et 564 conseils d'administration de sections communales (CASEC). En raison du climat d'insécurité, la campagne s'est déroulée sans meetings publics, empêchant ainsi les électeurs de prendre connaissance des programmes électoraux des candidats.

## Résultats
Les résultats ont donné au parti Lavalas 26 des 46 sièges renouvelés à la Chambre des Députés et 18 des 19 sièges à pourvoir au Sénat. Les 9 sièges demeurés vacants au Sénat lors du premier scrutin, et qui ont été pourvus en même temps que l'élection présidentielle le 26 novembre 2000, ont été attribués, selon les résultats, au parti Famille Lavalas. L'opposition, qui n'a pas participé aux élections du 26 novembre 2000, a réclamé l'annulation du scrutin. 
Les résultats définitifs pour à la Chambre des Députés ont donné une majorité des sièges au parti Famille Lavalas, à savoir 72 sur le total. 

### Chambre des députés
| Partis et formations politiques                          | Nombre d'élus |
| -------------------------------------------------------- | ------------- |
| Fanmi Lavalas                                            | 72            |
| Mouvement Chrétien National (MOCHRENA)                   | 3             |
| Parti Louvri Baryé                                       | 2             |
| Espace de Concentration                                  | 2             |
| Parti nationaliste progressiste révolutionnaire (PANPRA) | 1             |
| Indépendants ou petits partis de l'opposition            | 3             |
| Total des sièges à pourvoir                              | 83            |

### Sénat
Les 9 sièges demeurés vacants au Sénat lors du premier scrutin, et qui ont été pourvus en même temps que l'élection présidentielle le 26 novembre 2000, ont été attribués, selon les résultats, au parti Famille Lavalas. L'opposition, qui n'a pas participé à ces élections, a réclame l'annulation du scrutin.
| Partis et formations politiques    | Nombre d'élus |
| ---------------------------------- | ------------- |
| Fanmi Lavalas                      | + 9           |
| Total des sièges à pourvoir (2000) | 9             |
| Total sièges au Sénat              | 27            |
| Fanmi Lavalas                      | 27            |

## Conséquences
Plus de 200 observateurs internationaux, dépêchés pour moitié par l'Organisation des États américains (OEA), ont dénoncé les méthodes de dépouillement des votes et d'attribution des sièges lors du premier tour. Le Président du CEP, Léon Manus, qui a refusé d'avaliser les résultats définitifs en raison des irrégularités dans le décompte des suffrages, a dû quitter le pays sous protection de diplomates étrangers et se réfugier aux États-Unis. L'OEA a retiré ses observateurs pour le deuxième tour, jugeant que les résultats du premier avaient été manipulés en faveur du parti Famille Lavalas de l'ancien président Jean-Bertrand Aristide.